# Riddarkorset av Järnkorset
Riddarkorset av Järnkorset, eller egentligare Järnkorsets riddartecken (tyska: Ritterkreuz des Eisernen Kreuzes, ofta endast Ritterkreuz) var en klass av 1939 års version av det 1813 år skapade Järnkorset (Eisernes Kreuz). Riddarkorset av Järnkorset var Nazitysklands högsta utmärkelse för tapperhet i fält eller framgångsrikt militärt ledarskap under andra världskriget. Den var bara näst efter Järnkorsets storkors (Großkreuz des Eisernen Kreuzes) i rang i det militära ordensväsendet i Tredje riket.

## Riddarkorsets klasser

### Riddarkorset
Riddarkorset instiftades den 1 september 1939 och utdelades till 7 322 personer.

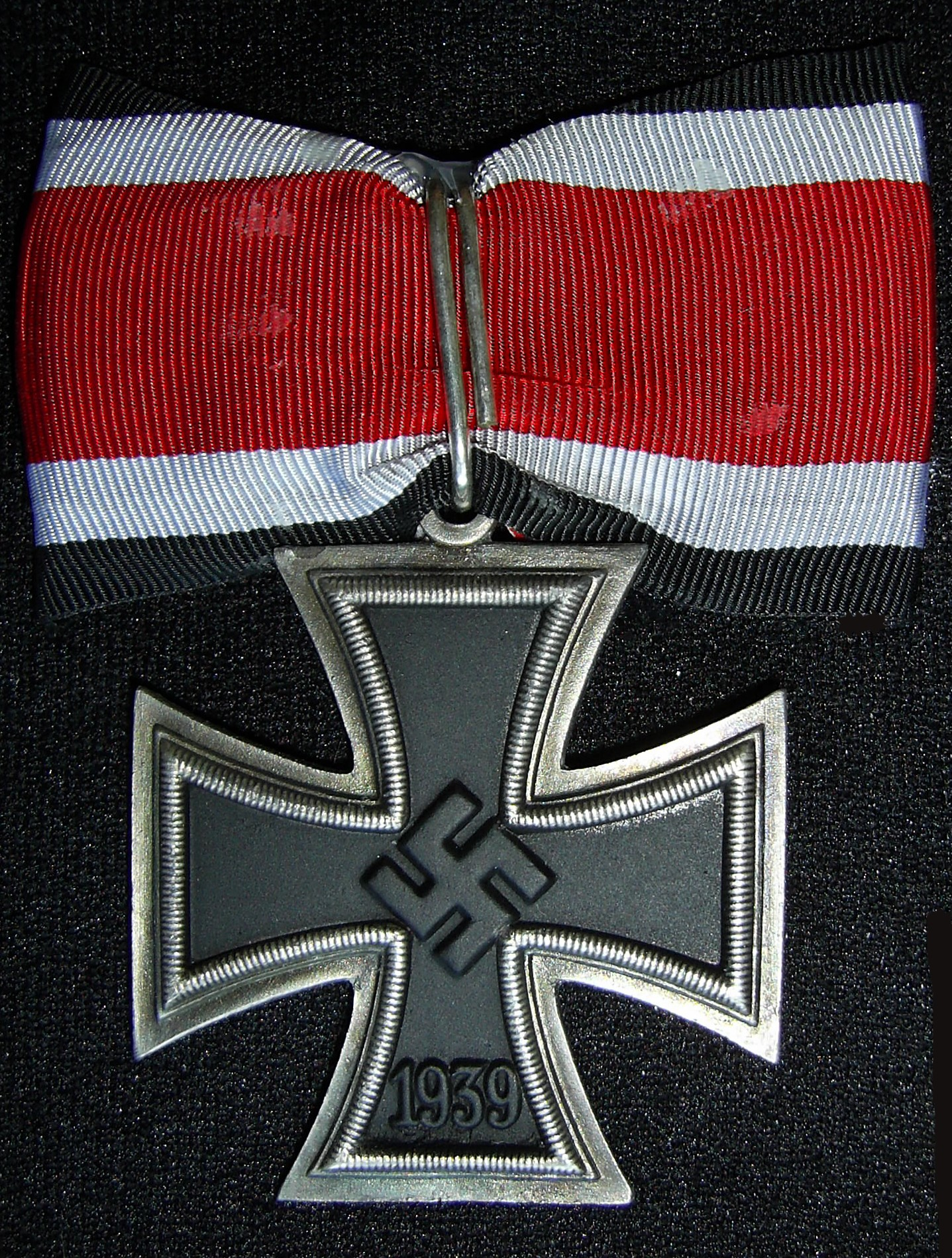
Riddarkorset
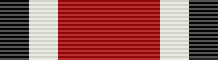
Släpspänne

### Riddarkorset med eklöv
Riddarkorset med eklöv instiftades den 3 juni 1940 och utdelades till 882 personer.

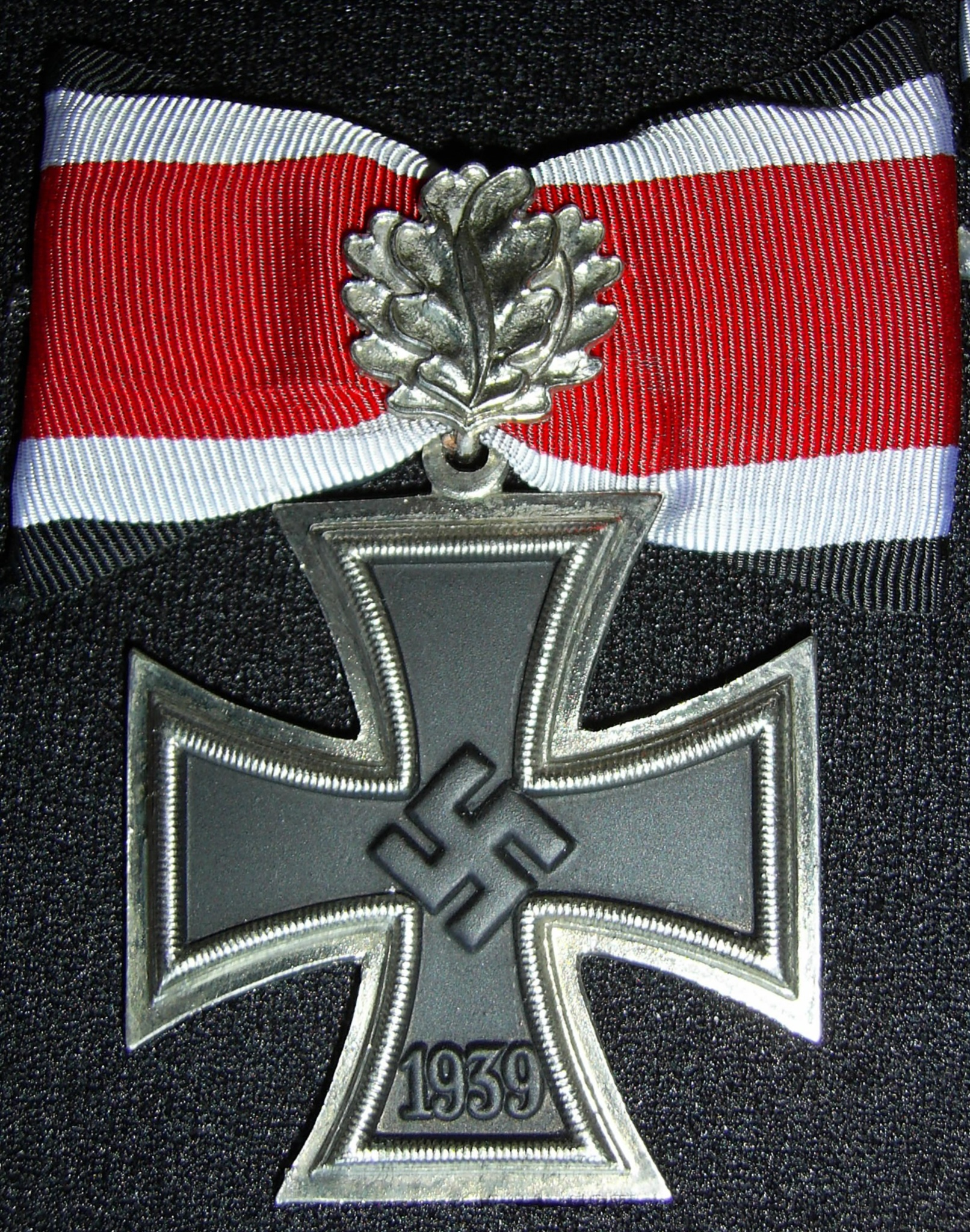
Riddarkorset med eklöv
Släpspänne
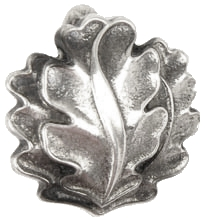
Detaljbild

### Riddarkorset med eklöv och svärd
Riddarkorset med eklöv och svärd instiftades den 28 september 1941 och utdelades till 160 personer.

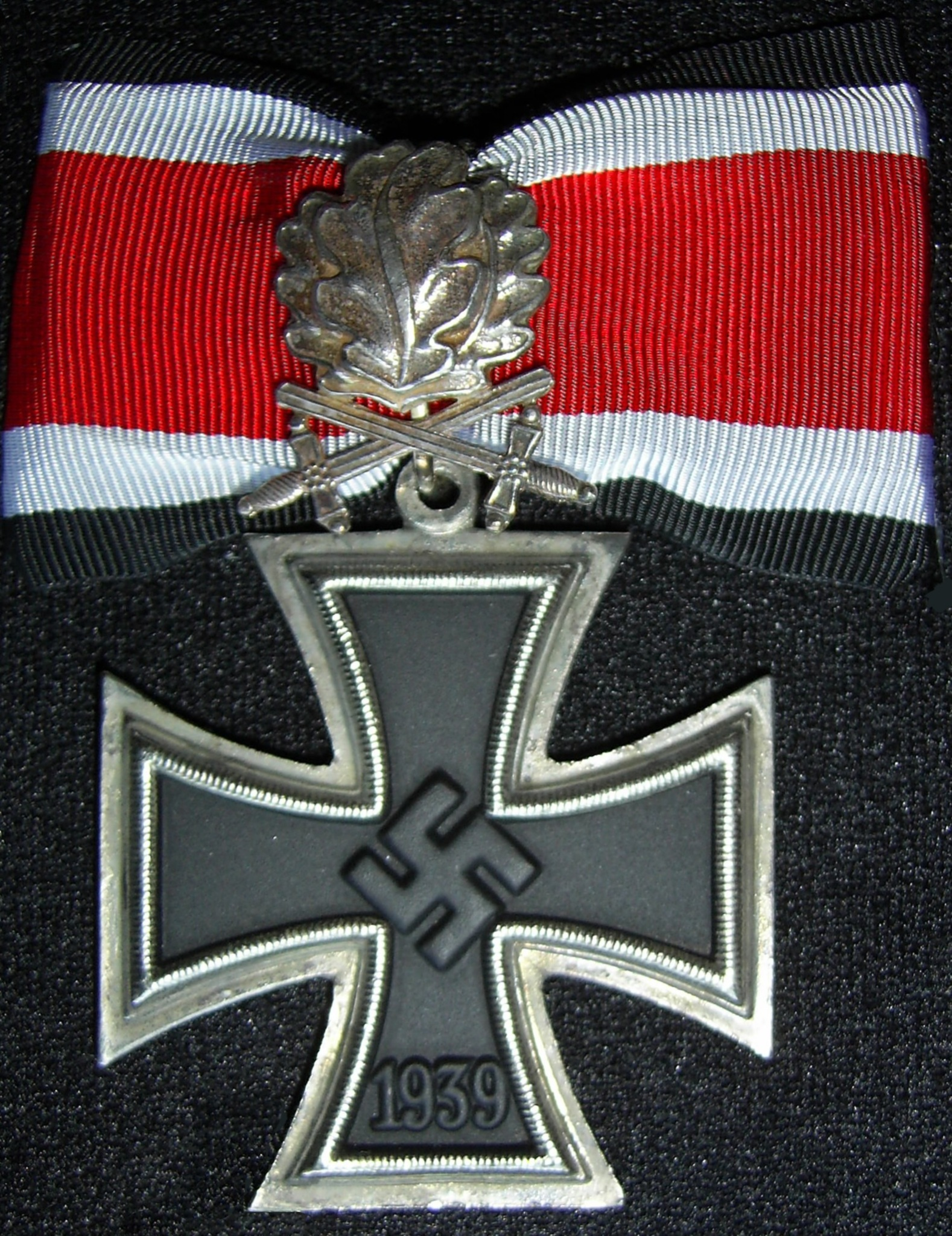
Riddarkorset med eklöv och svärd
Släpspänne

### Riddarkorset med eklöv, svärd och diamanter
Riddarkorset med eklöv, svärd och diamanter instiftades den 28 september 1941 och utdelades till 27 personer. Bland mottagarna fanns Erwin Rommel, Herbert Otto Gille, Albert Kesselring, Sepp Dietrich, Walter Model, Ferdinand Schörner och Hasso von Manteuffel.

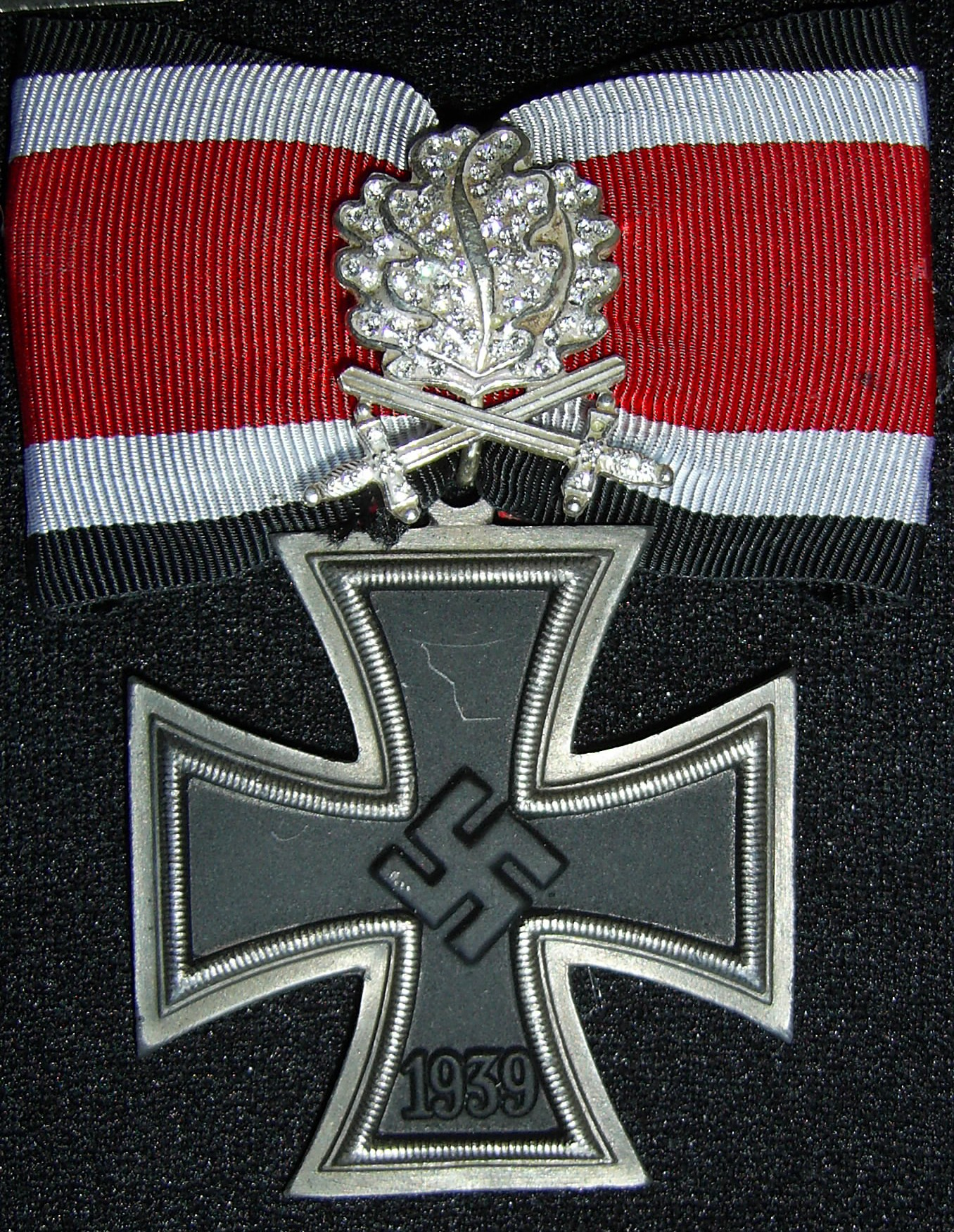
Riddarkorset med eklöv, svärd och diamanter
Släpspänne
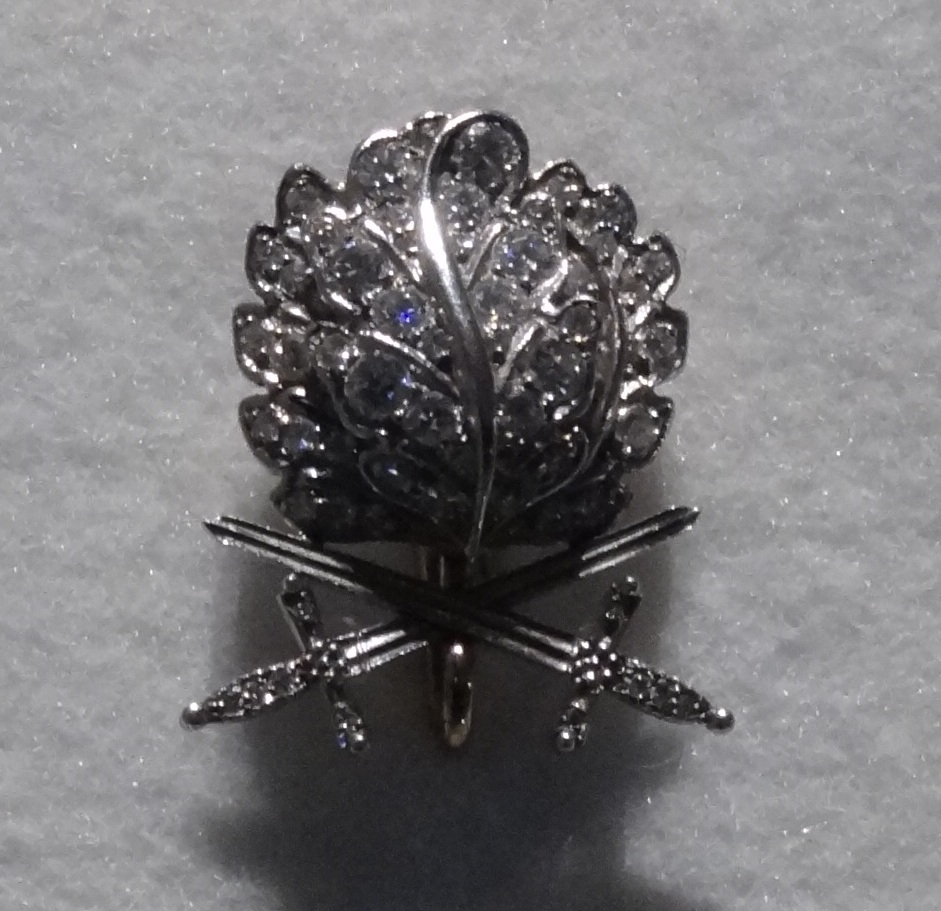
Detaljbild

### Riddarkorset med gyllene eklöv, svärd och diamanter
Riddarkorset med gyllene eklöv, svärd och diamanter instiftades den 29 december 1944 och utdelades till 1 person, Hans-Ulrich Rudel, överste i Luftwaffe.

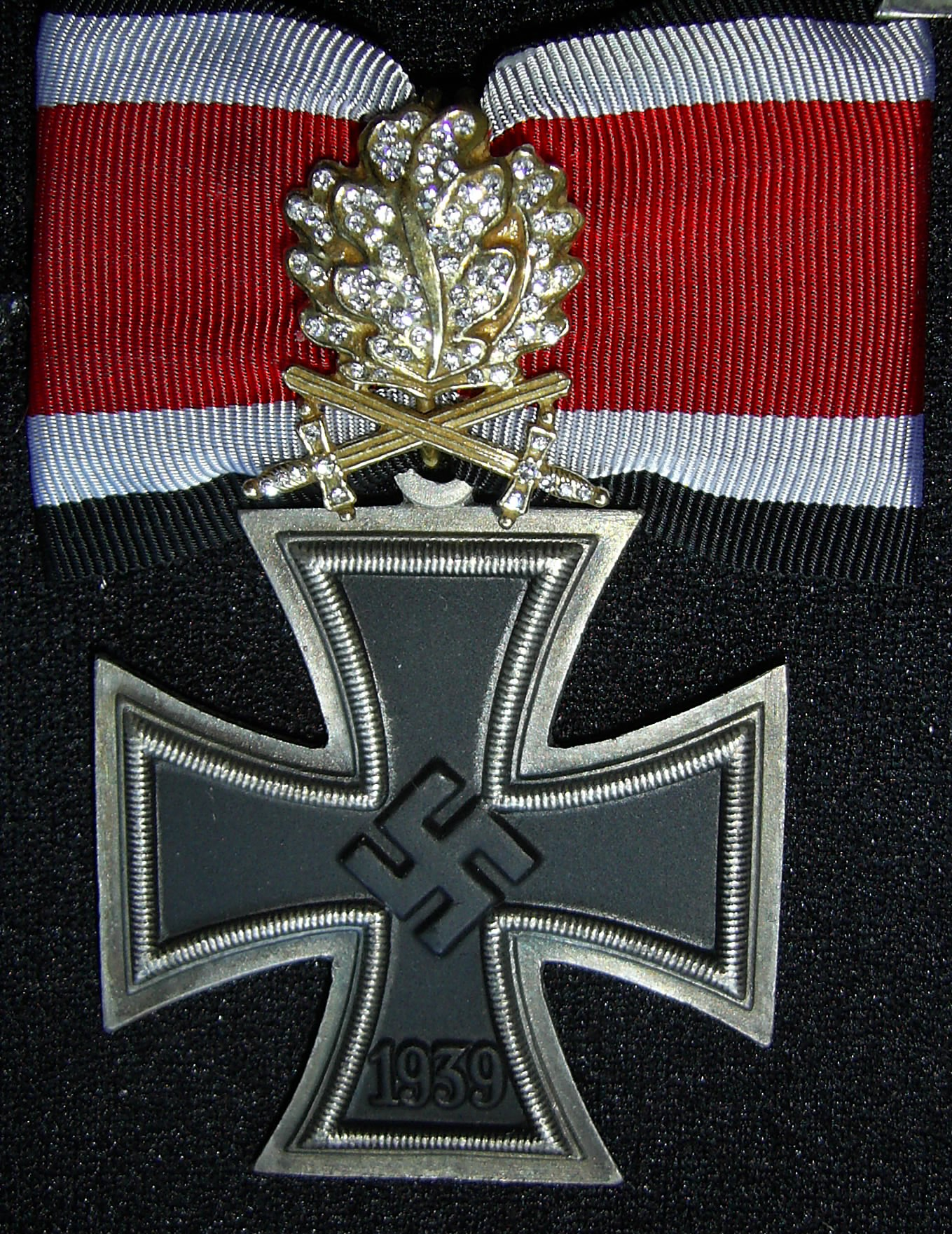
Riddarkorset med gyllene eklöv, svärd och diamanter
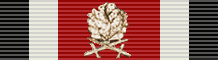
Släpspänne
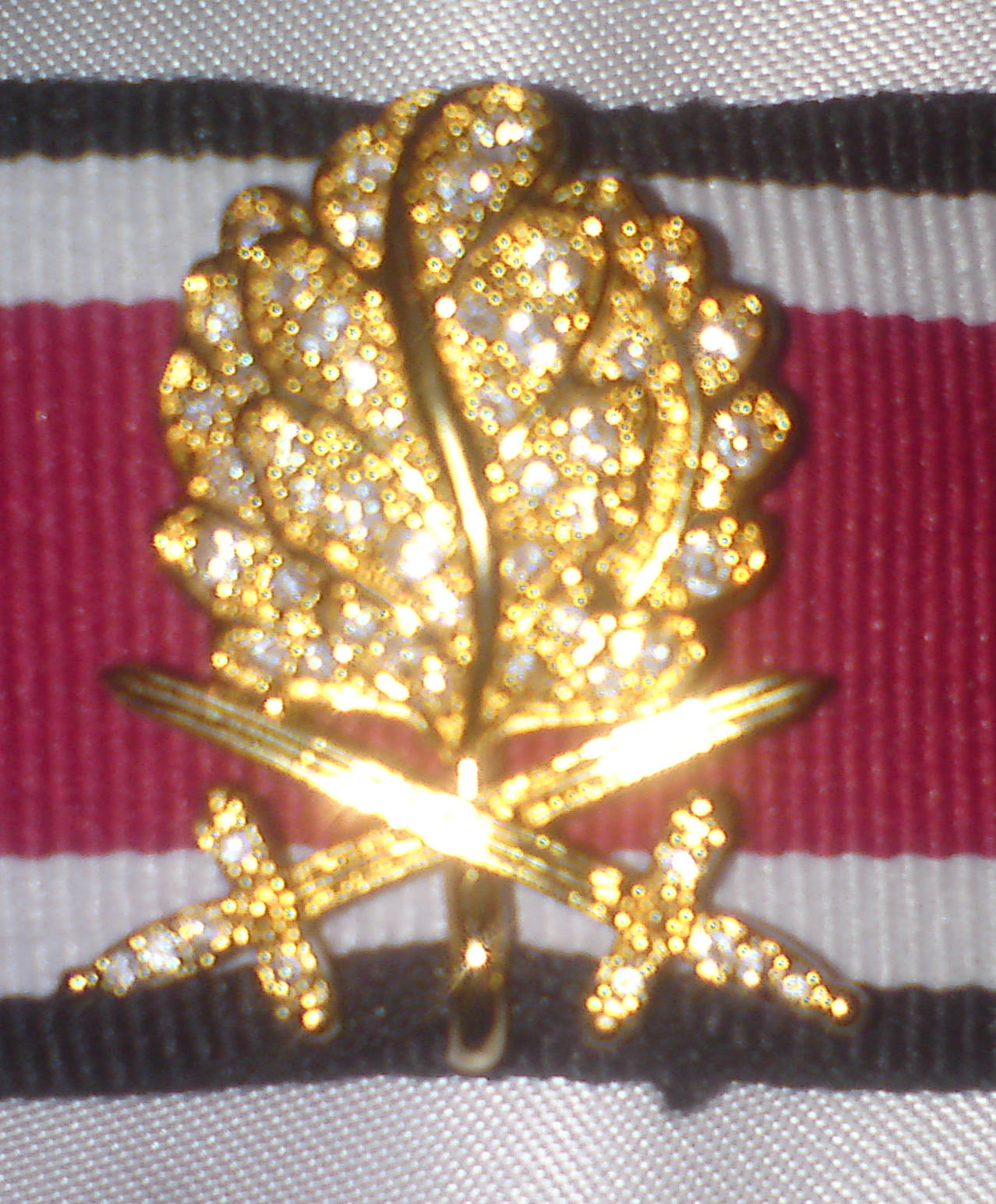
Detaljbild